# 李穎妍
李穎妍（英語：Cindy Li Wing Yin；1991年—），香港政治人物，民主黨黨員，民主黨九龍西立法會議員黃碧雲助理。曾參加2019年香港區議會選舉。

## 政治生涯

### 參與2019年香港區議會選舉
李穎妍代表民主黨出選2019年區議會選舉九龍站選區，以107票敗於時任民建聯尖沙咀西區議員孔昭華。
| 政党   | 政党   | 候选人    | 票数  | %      | ±      |
| ------ | ------ | --------- | ----- | ------ | ------ |
|        | 無黨派 | ①. 容熙智 | 82    | 2.14%  | 不適用 |
|        | 民主黨 | ②. 李穎妍 | 1,821 | 47.53% | 不適用 |
|        | 民建聯 | ③. 孔昭華 | 1,928 | 50.33% | 不適用 |
| 多数票 | 多数票 | 多数票    | 107   | 2.8%   | 不適用 |